# Kupa na Bălgarija 1989-1990
La Coppa di Bulgaria 1989-1990 è stata l'8ª edizione di questo trofeo, e la 50ª in generale di una coppa nazionale bulgara di calcio, terminata il 30 maggio 1990. Lo Sliven ha vinto il trofeo per la prima volta.

## Primo turno
| Squadra 1         | Totale      | Squadra 2              | Andata | Ritorno |
| ----------------- | ----------- | ---------------------- | ------ | ------- |
| 1989              |             |                        |        |         |
| Botev Plovdiv     | 5 – 5 (gfc) | Dobrudža               | 4 - 2  | 1 - 3   |
| Spartak Pleven    | 1 – 4       | Marek Dupnica          | 1 - 0  | 0 - 4   |
| Montana           | 2 – 4       | Jantra Gabrovo         | 2 - 1  | 0 - 3   |
| Akademic Svištov  | 4 – 6       | Lokomotiv Stara Zagora | 4 - 2  | 0 - 4   |
| Velbažd           | 1 – 7       | Sliven                 | 1 - 1  | 0 - 6   |
| Beroe             | 5 – 4       | Pirin Blagoevgrad      | 3 - 2  | 2 - 2   |
| Lokomotiv Plovdiv | 0 – 2       | Botev Vraca            | 0 - 1  | 0 - 1   |
| Spartak Varna     | 2 – 3       | Dunav Ruse             | 0 - 1  | 2 - 2   |
| Minjor Pernik     | 2 – 4       | Vihren Sandanski       | 1 - 0  | 1 - 4   |
| Tundzha Yambol    | 2 – 4       | Slavia Sofia           | 1 - 1  | 1 - 3   |
| FK Etăr           | 6 – 2       | Ludogorec              | 4 - 1  | 2 - 1   |
| Lokomotiv GO      | 1 – 2       | Černo More Varna       | 1 - 1  | 0 - 1   |
| Hebăr Pazardžik   | 3 – 4       | Lokomotiv Sofia        | 2 - 2  | 1 - 2   |

## Secondo turno
A questo turno partecipano anche il CSKA Sofia, il Levski Sofia e il Černomorec Burgas, esentati nel turno precedente grazie alla loro partecipazione alle Coppe Europee.
| Squadra 1              | Totale      | Squadra 2        | Andata | Ritorno |
| ---------------------- | ----------- | ---------------- | ------ | ------- |
| 14/21 febbraio 1990    |             |                  |        |         |
| FK Černomorec Burgas   | 0 – 7       | CSKA Sofia       | 0 - 2  | 0 - 5   |
| 7/21 marzo 1990        |             |                  |        |         |
| Dobrudža               | 1 – 2       | Marek Dupnica    | 1 - 1  | 0 - 1   |
| Lokomotiv Stara Zagora | 3 – 4       | Jantra Gabrovo   | 2 - 1  | 1 - 3   |
| Vihren Sandanski       | 4 – 4 (gfc) | Černo More Varna | 4 - 2  | 0 - 2   |
| Levski Sofia           | 3 – 2       | Dunav Ruse       | 2 - 0  | 1 - 2   |
| Lokomotiv Sofia        | 3 – 5       | Slavia Sofia     | 3 - 3  | 0 - 2   |
| Sliven                 | 6 – 3       | Beroe            | 6 - 1  | 0 - 2   |
| FK Etăr                | 3 – 3 (gfc) | Botev Vraca      | 0 - 1  | 3 - 2   |

## Quarti di finale
| Squadra 1               | Totale      | Squadra 2     | Andata | Ritorno |
| ----------------------- | ----------- | ------------- | ------ | ------- |
| 27 marzo/11 aprile 1990 |             |               |        |         |
| Levski Sofia            | 4 – 6       | Slavia Sofia  | 1 - 4  | 3 - 2   |
| FK Etăr                 | 4 – 2       | Marek Dupnica | 4 - 1  | 0 - 1   |
| Jantra Gabrovo          | 2 – 2 (gfc) | Sliven        | 2 - 2  | 0 - 0   |
| Černo More Varna        | 1 – 2       | CSKA Sofia    | 1 - 1  | 0 - 1   |

## Semifinali
| Squadra 1                | Totale      | Squadra 2    | Andata | Ritorno |
| ------------------------ | ----------- | ------------ | ------ | ------- |
| 25 aprile/16 maggio 1990 |             |              |        |         |
| CSKA Sofia               | 4 – 0       | Slavia Sofia | 3 - 0  | 1 - 0   |
| FK Etăr                  | 2 – 2 (gfc) | Sliven       | 1 - 2  | 1 - 0   |

## Finale
| Arbitro: | Stefan Chakarov |

|  |           |                       |
|  | Marcatori | 40’ Valkov 76’ Lečkov |